# Naft (Think of One)
Naft (2000) was het vierde album van de Belgische band Think of One.

## Tracklist[1]
1. Te veel (Den intro)
2. Te veel
3. Naft
4. Een dooi vogeltje
5. Are you mental
6. De zenboot
7. Perdu la valise
8. Fume c'est du Belge
9. De gravigheid
10. Influenza
11. La Famille
12. Le stylo de Jozef

## Meewerkende muzikanten
- Barbara Van Hoestenberghe (backing vocals)
- Bart Maris (trompet)
- Benjamin Boutreur (altsaxofoon)
- Benjamin Verdonck (backing vocals)
- David Bovée (gitaar, zang)
- Eric Morel (saxofoon)
- Gert Weininks (sopraansaxofoon)
- Jan Peeters (baritonsaxofoon)
- Liesbet Swings (backing vocals)
- Roel Poriau (drums)
- Stoffel Verlackt (backing vocals)
- Tobe Wouters (tuba)
- Tom Pintens (klarinet, klavier, orgel)
- Tomas De Smet (backing vocals, basgitaar, contrabas, grote trom)